# Alex Vissering
Alex Vissering (Musselkanaal, 14 juli 1955) is een Groninger zanger-songwriter en presentator. Zijn nummer  De Groanrepubliek met de iconische regel  Koert Stek en zien Tjakkie rieden in Lada veurbie, is in Groningen na 't Het nog nooit zo donker west van Ede Staal volgens RTV Noord het meest geliefde muzieknummer.
Vissering woont in Ter Apel en is tekstschrijver, liedjesmaker, zanger, hobbyfotograaf en natuurkenner. Alex was eerst trekschuitschipper. Waarna hij vervolgens ruim 18-jaar lang muskusrattenvanger was bij de provincie Groningen. Sinds 1 november 2011 is hij communicatiemedewerker bij waterschap Hunze en Aa's.
Naast zijn werk houdt Vissering zich met tal van andere zaken bezig. Zo zingt hij voornamelijk in het Gronings en maakte deel uit van de groepen Törf, Woody Wiss, Nameless, Hollywood Horse Shit, Vrizze Wichter, Fisherman's Ring en AHA.
Voor RTV Noord presenteerde hij in het seizoen 1998-'99 het radioprogramma De 53ste breedtegraad en in 2003-'04 een rubriek in het tv-programma TV Grunnen. Tot 2015 was Vissering samen met Okkie Smit de presentator van het live-zondagochtendprogramma Noordmannen. Daarnaast presenteerde hij elke doordeweekse dag op RTV Noord het programma Pronkjewailtjes, wat "juweeltjes" betekent in het Gronings. In dit programma vertelt Alex als natuurkenner over allerlei bekende en onbekende natuurgebieden in de provincie Groningen.

## Onderscheidingen
In 2010 werd Vissering bekroond met de K. ter Laan Prijs voor zijn verdiensten op het gebied van de Groninger taal en cultuur.
In 2022 werd De Grunny 2022, de jaarlijkse muziekprijs van RTV Noord toegekend aan Vissering.

## Liedjes
- Kompromissen
- Ainzoam
- Kiddels in de overgang
- Dit is 2002, met Harry Niehof

## Solo-liedjes
- Westerwolle
- Het fait
- t Zuudloardermeer
- Oosterkim
- Koppeltjeduken
- In t AB Nederlands
- De groanrepubliek
- Mien machteg Wad

- International Standard Name Identifier: 0000 0001 3169 8446
- MusicBrainz: c0642af7-c4ba-431f-9f5c-8c1cef4bfadf
- Nederlandse Thesaurus van Auteursnamen: 264384040
- Virtual International Authority File: 288083126
- WorldCat: E39PBJdmj3bVpFhqbHgmPYpF8C